# Вале (Маса-Карара)
Вале је насеље у Италији у округу Маса-Карара, региону Тоскана.
Према процени из 2011. у насељу је живело 94 становника. Насеље се налази на надморској висини од 497 м.